# Antonella Colonna Vilasi
Antonella Colonna Vilasi (Civita Castellana, ...) è una scrittrice italiana.

## Biografia
Studiosa di intelligence italiana e docente universitaria di intelligence e storia dell'intelligence promuove lo sviluppo di una cultura dell'intelligence e della sicurezza attraverso iniziative didattiche e sociali in qualità di responsabile del Centro Studi Intelligence – UNI, Ente di ricerca costituito nel 2012 a Roma, registrato presso il MIUR, il MISE e la Commissione europea a cui aderiscono molti docenti di università europee ed extra-europee, associazione di esperti in materia di geopolitica, sociologia, economia, intelligence e sicurezza internazionale che ha la finalità di sviluppare nel senso più ampio una cultura dell'intelligence e della sicurezza.
È autrice di diverse pubblicazioni scientifiche italiane ed estere su intelligence e sicurezza e di oltre 100 volumi sui temi del terrorismo e dell'intelligence.
Relatrice in numerose conferenze sul tema del terrorismo e dell'intelligence, è Ufficiale al Merito della Repubblica Italiana.
Ha svolto attività didattica presso le Università di Salerno e di Chieti. Insegna in agenzie ed università.
Collabora in numerose riviste scientifiche, con articoli su Intelligence e Sicurezza.
È stata nel 2010 la prima autrice italiana ad avere pubblicato una trilogia sull'intelligence: Storia della Cia, Storia dell'MI6 e Storia del Mossad.
Editore della casa editrice Centro studi intelligence è direttore editoriale della linea editoriale sull'intelligence delle edizioni GPM e Passerino.